# Yoram Metzger
Pour les articles homonymes, voir Metzger.
 Yoram Metzger, né en 1944 et mort en captivité en 2024 à Gaza, est un mécanicien, musicien et cuisinier, un membre du Kibboutz Nir Oz, kidnappé par le Hamas et emmené à Gaza durant le massacre de Nir Oz le 7 octobre 2023. Le 3 juin 2024, Tsahal annonce que Yoram Metzger est mort à Khan Younès, plusieurs mois auparavant. Les circonstances exactes de sa mort ne sont pas connues. Le corps de Yoram Metzger est trouvé et identifié par Tsahal, à Khan Younès, le 20 août 2024.

## Biographie
Yoram Metzger est né en 1944.
Avec son épouse Tamar Metzger, il a 3 enfants (Guy, Ran et Nir) et 7 petits-enfants.
Au Kibboutz, Yoram Metzger travaille dans l'usine de peinture Nirlat, située au Kibboutz, dont il est un des fondateurs, pendant plusieurs décennies et, plus récemment, comme mécanicien dans le garage du Kibboutz.
Il est connu comme un excellent cuisinier et un passionné d’histoire. Il aime les Beatles et joue de l'accordéon et de la flûte à bec.
Yoram Metzger fait partie d'un groupe d'amis du Kibboutz Nir Oz qui qui cultivent du raisin et préparent leur propre vin.

### Kidnappé par Hamas
Le 7 octobre 2023, Yoram Metzger est kidnappé du Kibboutz Nir Oz par les terroristes du Hamas et emmené à Gaza.
Tamar Metzger, alors âgée de 78 ans, est kidnappée avec Yoram Metzger le 7 octobre 2023 et libérée le 28 novembre 2023, dans le cadre d'un accord de cessez-le-feu temporaire négocié par le Qatar et les États-Unis entre le Hamas et Israël,.
Il est diabétique et après s'être cassé la hanche six mois avant son kidnapping, il a du mal à marcher.

### Vidéo
Dans une vidéo diffusé par Hamas, en fin décembre 2023, on voit trois otages, Chaim Peri, Yoram Metzger, et Amiram Cooper, avec la barbe non coupée après 10 semaines de captivité. Ils sont assis côte à côte face à la caméra.
Dans la vidéo, les trois hommes semblent décharnés, vêtus de fins T-shirts blancs.

### Mort
Le 3 juin 2024, Tsahal annonce que Yoram Metzger est mort à Khan Younès, plusieurs mois auparavant. Les circonstances exactes de sa mort ne sont pas connues,.
Rani Metzger, le fils de Yoram Metzger, exige qu’Israël ne mette aucun soldat en danger pour récupérer le corps de son père. il déclare: « Nous voulons que l’armée restitue son corps, mais nous ne sommes pas prêts, de quelque manière que ce soit, à mettre les soldats en danger ».
Le corps de Yoram Metzger est trouvé et identifié par Tsahal, à Khan Younès, le 20 août 2024.